# Салихов, Бадик Мухаметович
Бадик Мухаметович Салихов (28.02.1910 — 23.07.1956) — командир расчёта миномётной роты 574-го стрелкового полка, старшина — на момент представления к награждению орденом Славы 1-й степени.

## Биография
Родился 28 февраля 1910 года в деревне Тлянче, Муслюмовского района Республики Татарстан. Татарин. Окончил 4 класса. В 1922 году семья Салиховых переехала в расположенную неподалёку деревню Дусай. Работал председателем колхоза. Член ВКП/КПСС с 1939 года.
В июне 1941 года был призван в Красную Армию Муслюмовским райвоенкоматом. Воевал на Западном, Центральном, Воронежском, 1-м и 4-м Украинском фронтах. К лету 1943 года старшина Салихов командовал миномётным расчётом 3-й миномётной роты 574-го стрелкового полка 121-й стрелковой Краснознамённой Рыльско-Киевской дивизии. За мужество, проявленное в боях при форсировании Днепра, награждён орденом Красной Звезды.
24 марта 1944 года при отражении контратаки противника в районе населённого пункта Волковцы расчёт старшины Салихова точным огнём уничтожили миномётную точку с расчётом. При бегстве противника Салихов из автомата лично истребил 4-х противников.
Приказом командира 121-й стрелковой дивизии от 8 мая 1944 года старшина Салихов Бадык Мухаметович награждён орденом Славы 3-й степени.
24 июля 1944 года в бою за деревню Дунаево расчёт во главе со старшиной Салиховым подавил пулемётную точку противника, рассеял и истребил свыше взвода вражеских солдат, вывел из строя 2 грузовые автомашины. Салихов лично из автомата уничтожил 4-х противников. Был представлен к награждению орденом Отечественной войны 2-й степени, но командир дивизии изменил статус награды.
Приказом по войскам 38-й армии от 6 сентября 1944 года старшина Салихов Бадык Мухаметович награждён орденом Славы 2-й степени.
15 января 1945 года вблизи населённого пункта Петрувка миномётный расчёт старшины Салихова уничтожил 2 пулемётные точки противника, повозку с боеприпасами и около 10 противников. При продвижении к городу Бельско-Бяла расчёт находился в боевых порядках пехоты и огнём расчищал путь стрелковым подразделениям. В этих боях расчётом было истреблено до отделения живой силы, разбиты 4 повозки с боеприпасами, автомашина.
Указом Президиума Верховного Совета СССР от 29 июня 1945 года за образцовое выполнение заданий командования в боях с захватчиками старшина Салихов Бадик Мухаметович награждён орденом Славы 1-й степени. Стал полным кавалером ордена Славы.
В 1946 году был мобилизован. Вернулся на родину. Работал председателем колхоза. Жил в деревне Дусай. Скончался 23 июля 1956 года.
Награждён орденом Красной Звезды, орденами Славы 3-х степеней, медалями, в том числе медалью «За отвагу». В деревне Дусай именем Салихова названы школа и колхоз, в селе Баланы — улица.